# Mandy Meyer
Armand Mandy Meyer es un guitarrista suizo, más conocido por haber sido miembro de las bandas de Gotthard, Asia y Krokus. Meyer además participó en los trabajos de Cobra, Stealin' Horses y Katmandu y es actualmente integrante de la superbanda Unisonic.

## Historia
Mandy Meyer nació el 29 de agosto de 1960 en Balcarres, Saskatchewan, Canadá. Hijo de madre canadiense y padre suizo, vivió sus primeros 3 años en Canadá. Luego del divorcio de sus padres, Mandy viajó con su padre a Suiza, donde creció en la casa de sus abuelos en Küssnacht am Rigi.
A la edad de 9 años comenzó a interesarse por la música y la guitarra, en los años '70 anduvo en bandas locales y no fue hasta 1980 en que conoce a los miembros de krokus Chris von Rohr(b) y Tommy Kiefer(g), ellos luego de verlo le pidieron que se uniera, durante su estadía en Krokus, viajó por Norteamérica y Europa, pero no realizó ninguna grabación. Posteriormente en 1982 se trasladó a Memphis, Tennessee en los Estados Unidos y formó la banda Cobra, en 1984  reemplazó a Steve Howe en Asia con quienes grabó el álbum Astra en 1985, luego de esto regresó a los Estados Unidos y formó el grupo Katmandü. Posteriormente volvió a Suiza, donde se convierte en el productor de la banda Gotthard, en la que apoyo como guitarrista en 1996, para entrar oficialmente desde 1999 y realizó los álbumes Open, Homerun y Human Zoo, dejando la banda en el 2004, para volver el 2005 a Krokus, donde grabó el Álbu.m Hellraiser, que fue producido por Dennis Ward.
El año 2009 recomendado por Dennis Ward, ingresó a Unisonic la nueva banda de Michael Kiske con la cual ha sacado dos álbum Unisonic album debut y Light of Dawn

## Discografía

### Asia
- Astra (1985)

### Katmandu
- Katmandu  (1991)

### Gotthard
- D frosted (Live album) (1997)
- Open (1999)
- Homerun (2001)
- Human Zoo (2003)

### Krokus
- Hellraiser (2006)

### Unisonic
- Iginition (2012, EP)
- Unisonic (LP, 2012)